# Heteropogon rubidus
Heteropogon rubidus is een vliegensoort uit de familie van de roofvliegen (Asilidae). De wetenschappelijke naam van de soort is voor het eerst geldig gepubliceerd in 1893 door Daniel William Coquillett.